# Rivière Gens de Nantes
Rivière Gens de Nantes är ett vattendrag i Haiti.   Det ligger i departementet Nord-Est, i den nordöstra delen av landet, 120 km nordost om huvudstaden Port-au-Prince.